# کرواوور
کرواوور (به ایتالیایی: Crevacuore) یک کومونه در ایتالیا است که در استان بیه‌لا واقع شده‌است.

## خصوصیات
کرواوور ۸٫۳ کیلومترمربع مساحت و ۱٬۸۱۳ نفر جمعیت دارد.